# 哈特维希陨击坑
哈特维希陨击坑（Hartwig）是火星阿耳古瑞区的一座撞击坑，中心坐标位于南纬39度、西经16度处，直径约105公里。其名称取自英国天文学家卡尔·恩斯特·阿尔布雷希特·哈特维希（1851年-1923年），1973年被国际天文联合会正式批准接受。
哈特维希陨击坑坐落在沃格尔陨击坑西南。

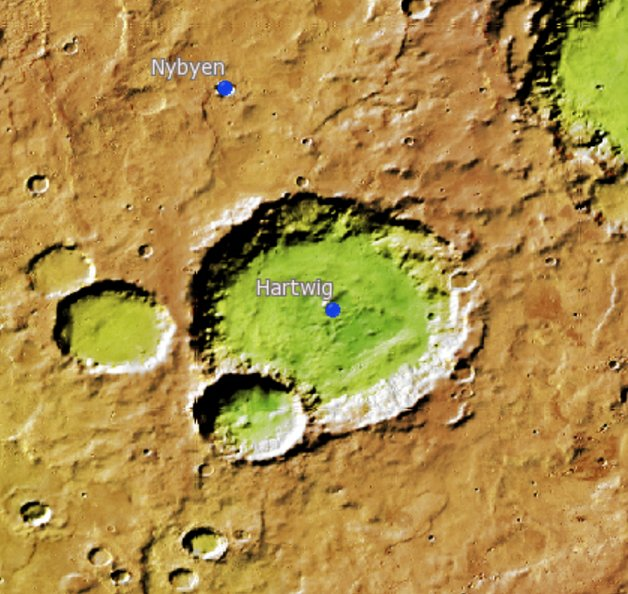
哈特维希陨击坑的地形图。
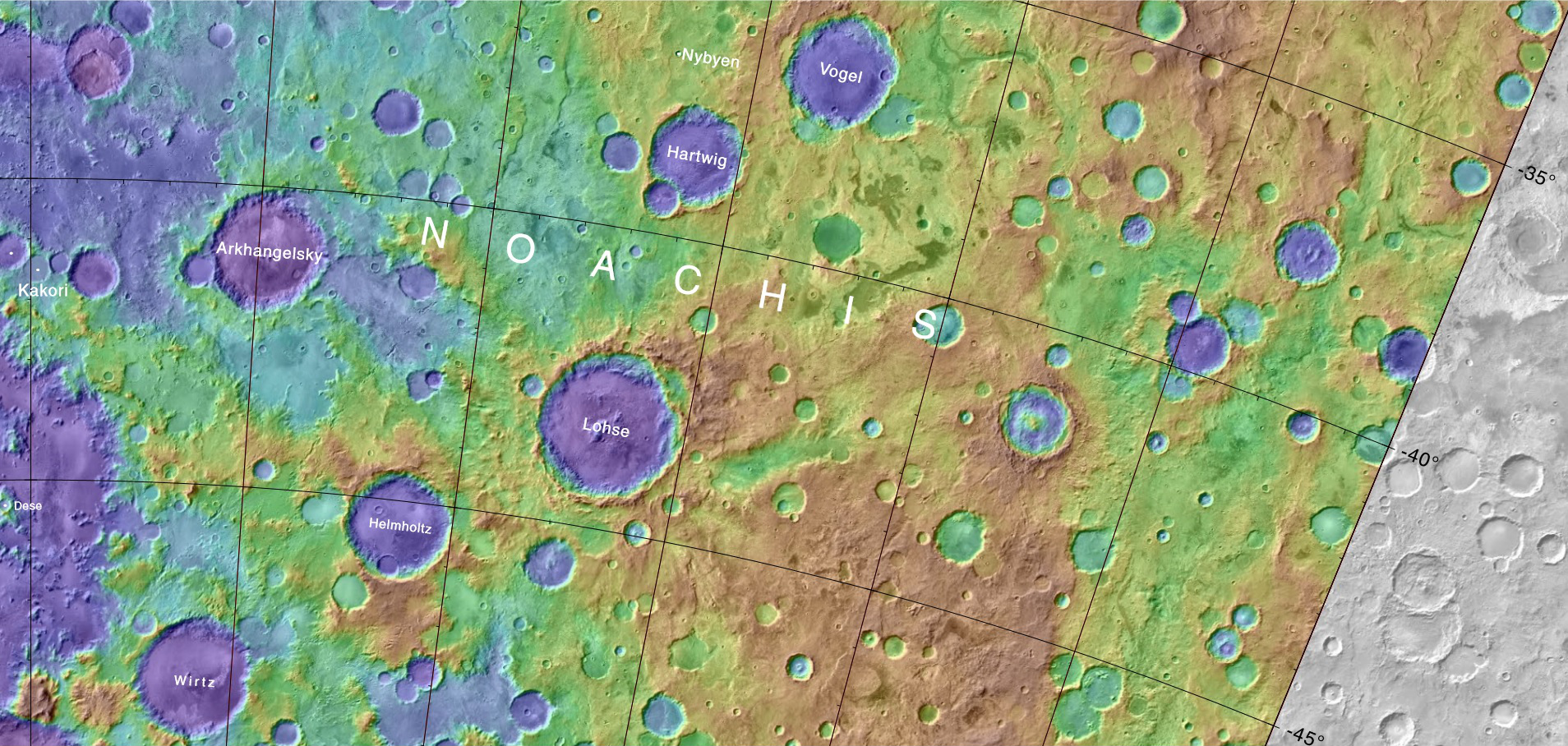
显示了哈特维格陨击坑及附近其他陨坑位置的地形图。
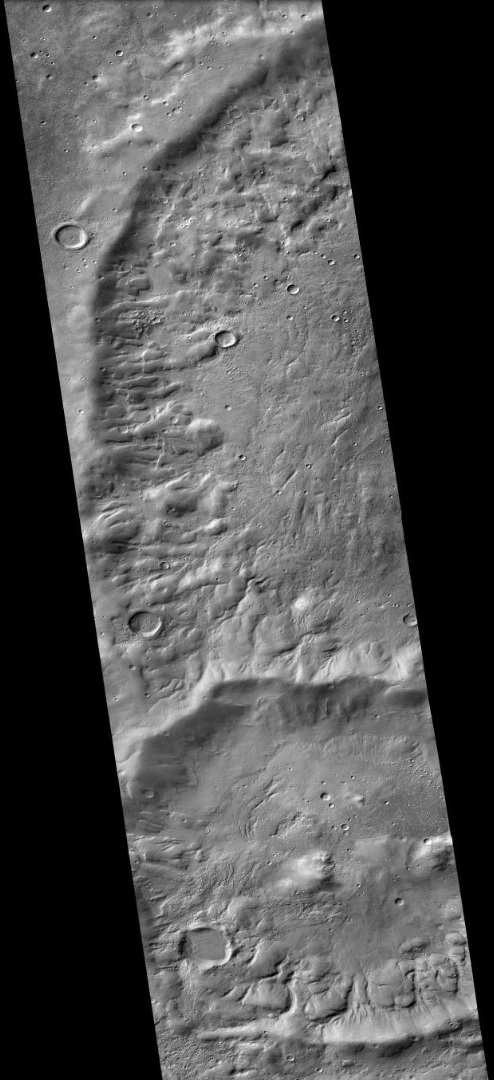
火星勘测轨道飞行器背景相机拍摄的哈特维希陨击坑西侧部分。
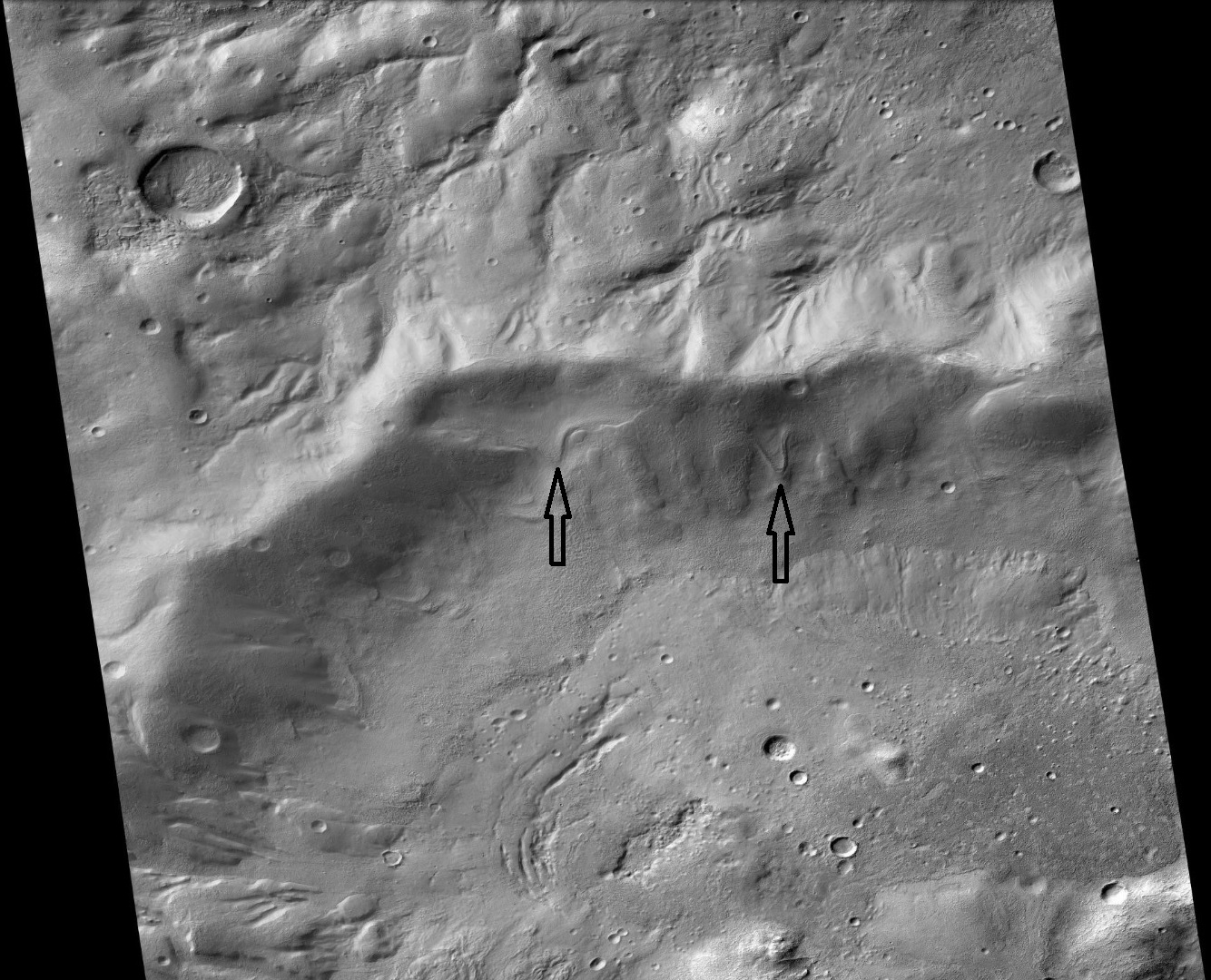
背景相机拍摄的前一幅哈特维希陨击坑图像中的舌状冰川，箭头指示了冰川。
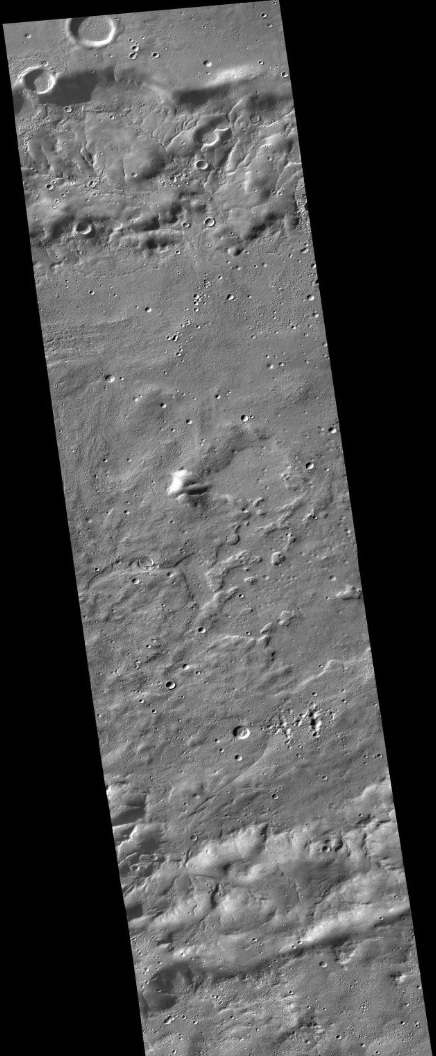
背景相机显示的坑内中部地区
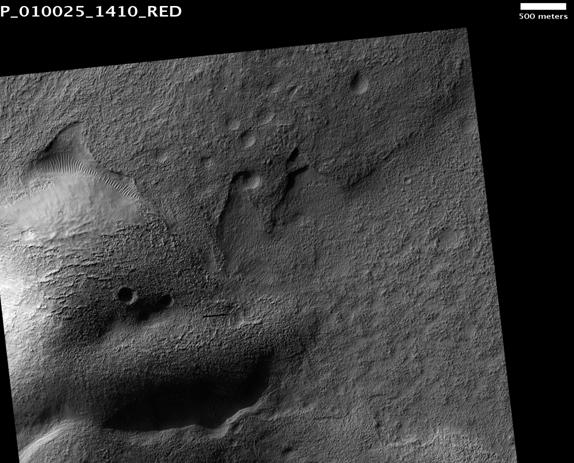
高分辨率成像科学设备显示的坑底，比例尺长500米。

## 另请查看
- 火星撞击坑